# St. Wigbert (Osterhausen)

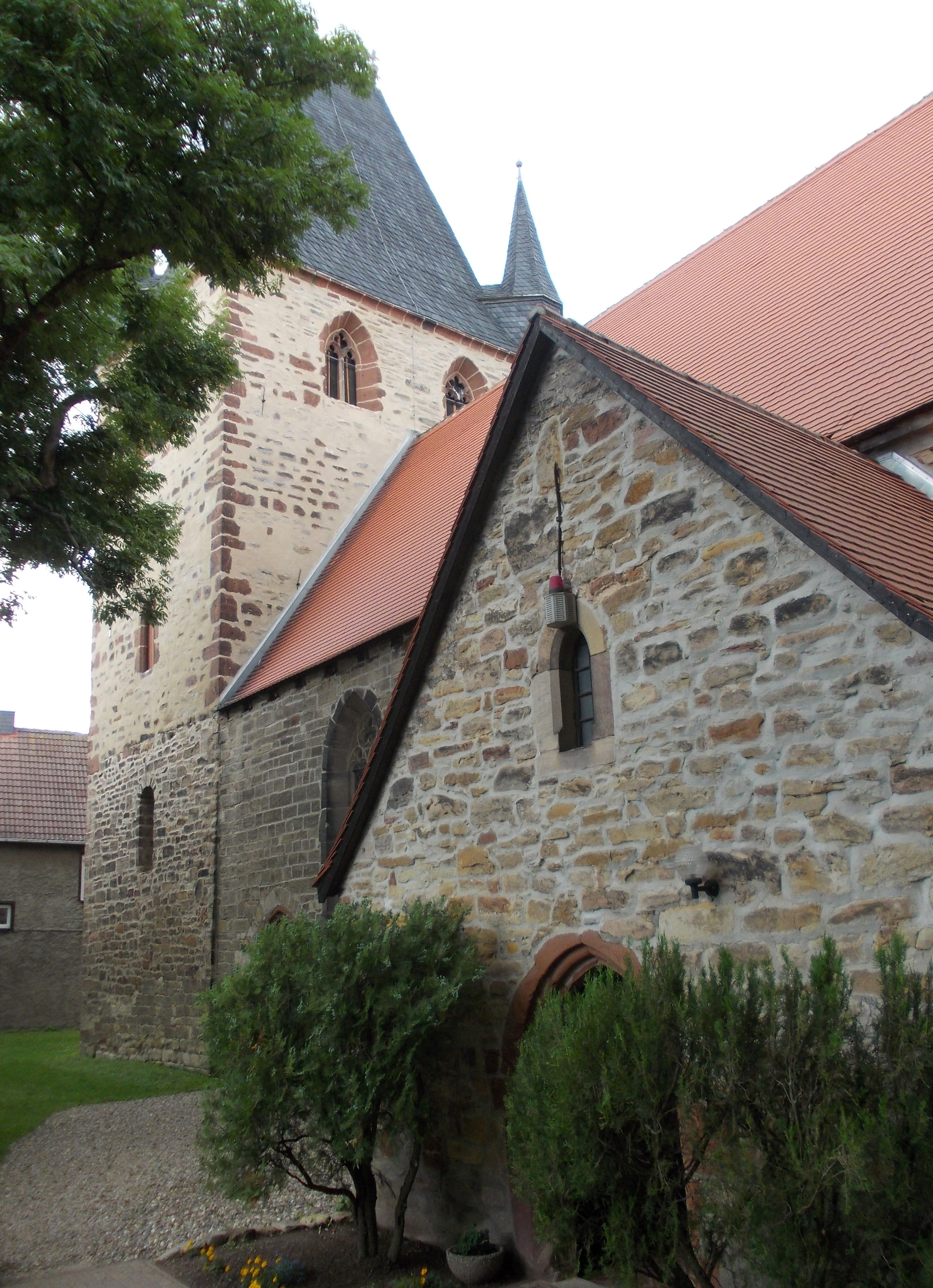
Südostansicht

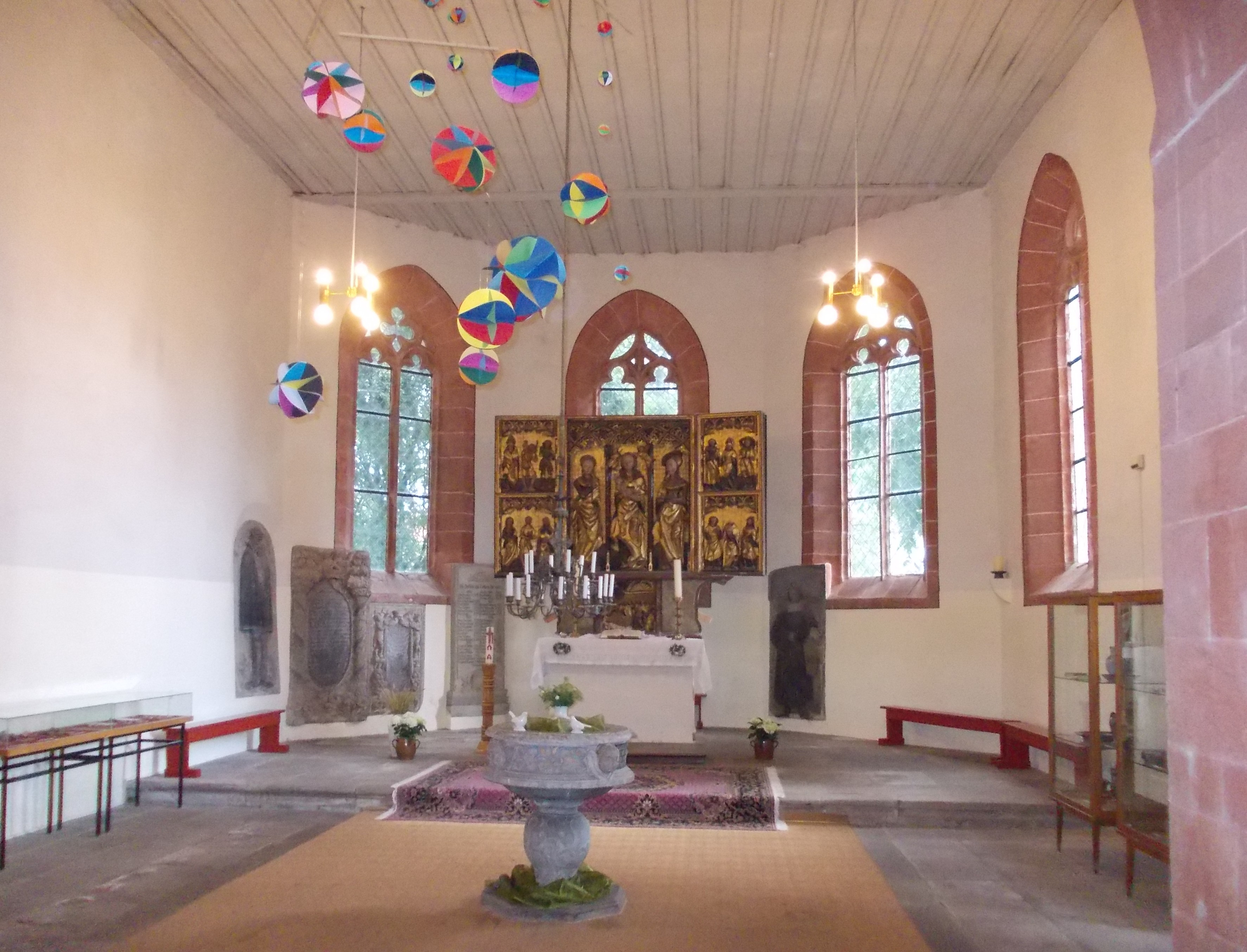
Innenansicht nach Osten

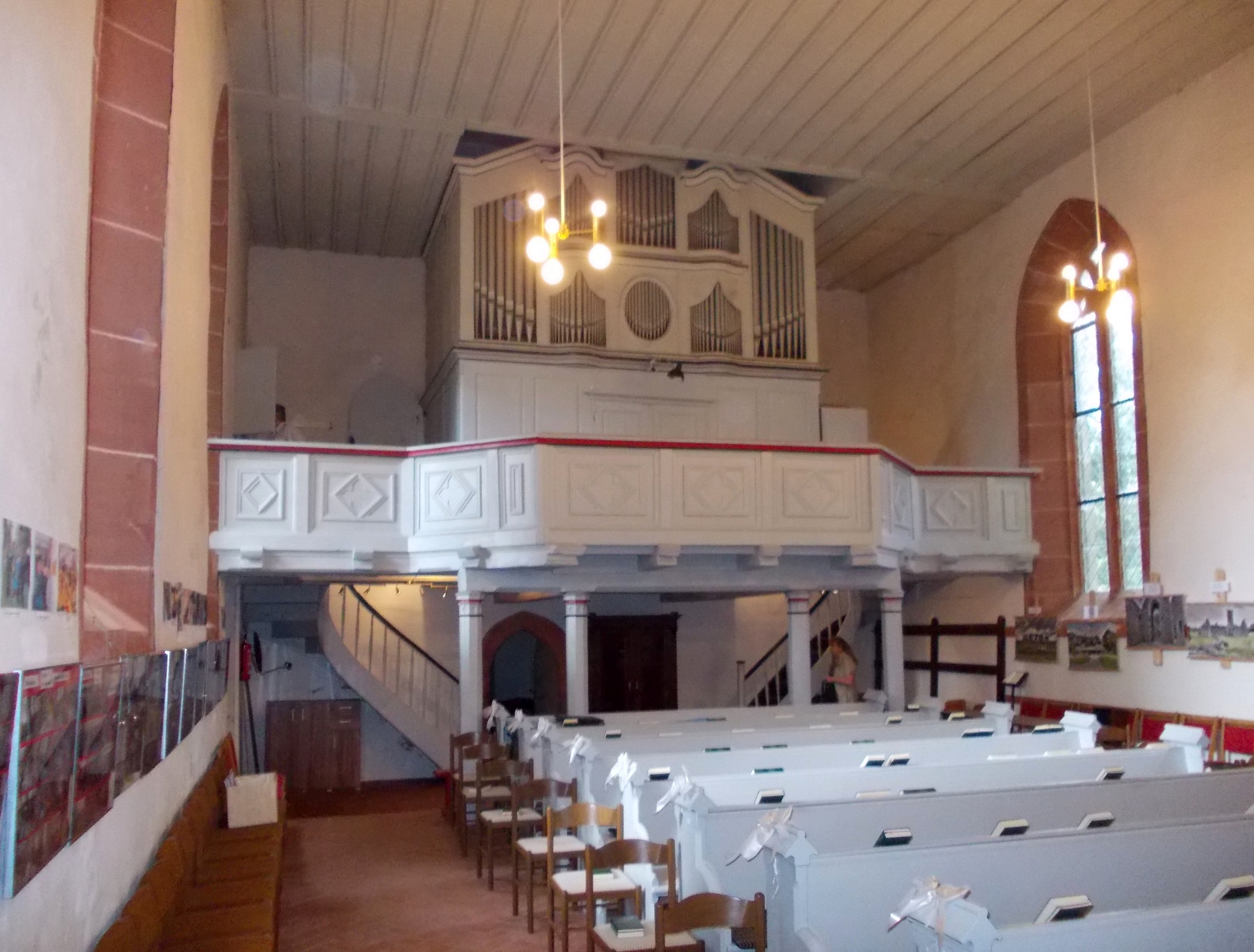
Innenansicht nach Westen

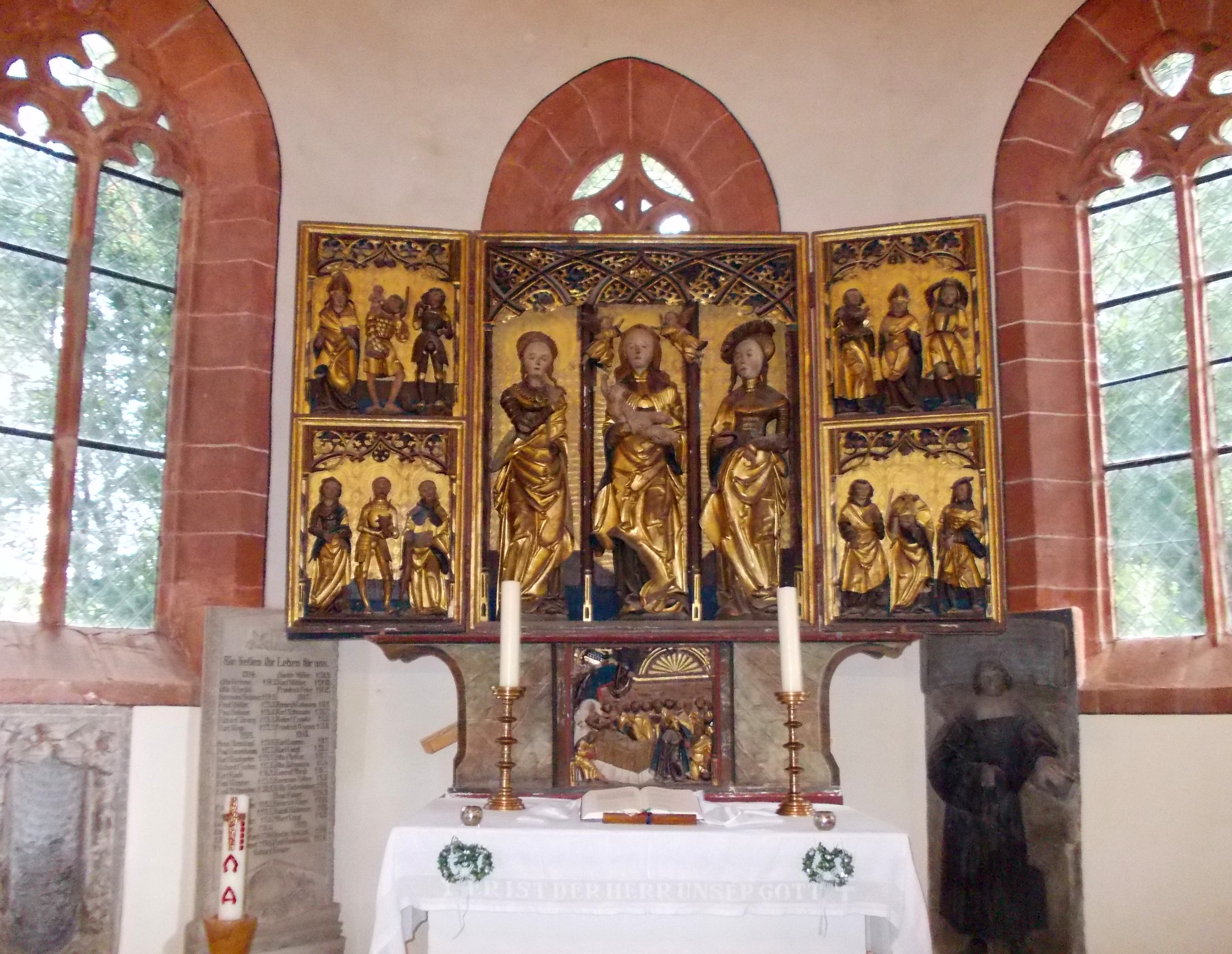
Altar

Die evangelische Dorfkirche St. Wigbert ist eine spätgotische Saalkirche im Ortsteil Osterhausen der Lutherstadt Eisleben im Landkreis Mansfeld-Südharz in Sachsen-Anhalt. Sie gehört zur Kirchengemeinde Osterhausen im Kirchenkreis Merseburg der Evangelischen Kirche in Mitteldeutschland.

## Geschichte und Architektur
Die Kirche ist ein stattliches spätgotisches Bauwerk mit einem kräftigen Querturm im Westen, einem Schiff von gleicher Breite und einem nicht abgesetzten Chor mit Dreiachtelschluss aus der ersten Hälfte des 15. Jahrhunderts. Während des Bauernkriegs wurde die Kirche durch die Grafen von Mansfeld stark beschädigt; am südöstlichen Strebepfeiler des Chores ist die Jahreszahl 1565 zu finden. Nach erneuten Schäden im Dreißigjährigen Krieg erfolgte der Wiederaufbau im Jahr 1697. Bis zum Jahr 2014 erfolgte mit Unterstützung der Deutschen Stiftung Denkmalschutz eine Restaurierung, wobei der Turm mit Zugankern im Mauerwerk stabilisiert wurde.
Das Sockelgesims des Chores läuft auch um die kreuzgratgewölbte Sakristei auf der Nordseite. An der Südseite des Schiffs ist eine Vorhalle mit einem Stabwerkportal angebaut. In 6 m Höhe ist rechts neben einem Fenster der Südseite ein Steinkreuz aus Karbonsandstein vermauert.
Der lichte Innenraum mit einer Empore im Westen ist wie auch der Chor flachgedeckt und wird von Maßwerkfenstern erhellt. Das Schiff ist vom Chor durch einen großen spitzbogigen Triumphbogen geschieden.
Der Turm wird durch ein beherrschendes Querwalmdach mit vier polygonalen Ecktürmchen abgeschlossen. Er ist mit je zwei gekuppelten spitzbogigen Schallöffnungen auf Ost- und Westseite mit teilweise erhaltenem Maßwerk versehen.

## Ausstattung
Das Hauptstück der Ausstattung ist nach dem Dehio-Handbuch ein Schnitzaltar von „beachtlicher Qualität“. Im Mittelschrein ist Maria mit dem Kind zwischen den Heiligen Katharina und Barbara als Nothelfer dargestellt; in den Seitenflügeln sind die übrigen Nothelfer als sehr schlanke Figuren in differenzierten, manierierten Stellungen dargestellt.
Die Gemälde der Flügelaußenseiten zeigen lebendige Darstellungen der Verkündigung, der Anbetung der Könige, von Heiligen und der Geißelung links; auf der rechten Seite sind die Gregorsmesse, Anna selbdritt, eine Deesis und die Austreibung aus dem Paradies zu finden. Die Predella zeigt den Marientod.
Der Taufstein ist auf das Jahr 1594 datiert, die Kuppa in Kelchform mit Beschlagwerk und Engelsköpfen geschmückt. Im Chorpolygon sind zwei Figurengrabsteine zu finden: für einen Herrn P. S. († 1575) und für den Pfarrer Johann Blochberg († 1687) sowie zwei Inschriftgrabsteine für Johann Katzsch († 1663) und Johann Konhart († 1683).

## Glocken
Im Turm befindet sich ein Geläut aus drei Glocken, die im Jahr 1923 von der Glockengießerei Schilling & Lattermann aus Eisen gegossen wurden. Das Gesamtgewicht beträgt etwa 2400 kg. Die Tonfolge lautet f′ – as′ – c″ (f-Moll-Dreiklang). Die Glocken werden elektrisch geläutet und hängen an gekröpften Stahljochen.